# Can't Put It in the Hands of Fate
Can't Put It in the Hands of Fate è un singolo del cantante statunitense Stevie Wonder, pubblicato il 13 ottobre 2020.

## Tracce
1. Can't Put It in the Hands of Fate – 6:42